# Dante Nava
Carlos Dante Nava Silva (Lima, 8 de abril de 1898 – Puno, 28 de septiembre de 1958), conocido como Dante Nava, fue un poeta peruano vinculado al Grupo Orkopata.Dejó un valioso legado en la poesía, siendo uno de los poetas más destacados de la región.
Su obra más destacada, Orgullo aymara, exalta la fuerza y la esencia de la cultura aymara, lo que la convirtió en un símbolo arraigado en la cultura popular y en contextos de lucha. Este poema ha sido musicalizado por diversos grupos, entre ellos las bandas peruanas Del Pueblo del Barrio y El Polen.

## Biografía
Hijo del italiano José Luis Nava Fumagalli y la peruana Josefina Silva Salazar, al año de su nacimiento, sus padres deciden trasladarse a Puno y posteriormente a La Paz. Tras establecerse en Puno, estudió en la famosa escuela fiscal 881, donde fue alumno de José Antonio Encinas y se vinculó con los hermanos Peralta (Gamaliel Churata y Alejandro Peralta), Aurelio Martínez, entre otros, quienes se convertirían en sus compañeros del Grupo Orkopata.
El gringo Nava, como lo conocían sus amigos, en su juventud se desempeñó en distintas actividades como  la administración del hotel familiar y la carpintería. Debido a riñas familiares, en 1919 viaja a La Paz y luego a Argentina. Tras un tiempo breve, retorna a Puno, donde lima asperezas con su familia y se hace miembro activo del Instituto Americano de Arte de Puno. Allí, en los juego florales de 1956, presentó su poema titulado "Canto a Puno", composición que fue reconocida con el premio La Kantuta de Oro. También fue uno de los fundadores de la Federación de Periodistas de Puno.
Es autor el poemario Báquica febril (1921) y de una serie de poemas publicados en revista y periódicos de la época, siendo un activo colaborador de la revista Inti, dirigido por Manuel A. Quiroga. Su poema más conocido “Orgullo aymara” fue publicado por primera vez en la revista Inquietud juvenil (1930) de Jauja órgano de los alumnos del 5° año del Colegio San José de Jauja, agosto de 1930, aunque hasta hace poco se sabía de su publicación en la revista cusqueña Alma Quechua (1932).
Su producción poética se caracteriza por su tono beligerante y un marcado arraigo andino. Su obra aborda el amor, el tiempo y la condición indígena, principalmente las circunstancias que atañen al poblador del altiplano

## Obras
- Báquica febril. Puno, Tipografía Fournier, 1921. Incluye prólogo de Emilio Armaza.
- Ayam aru. Anexo de la revista del Instituto de Arte Americano, Nro. 5, 1956.
- Carlos Dante Nava, poeta del lago: antología. Lima, Industrial Gráfica, 1990.
- Orgullo aymara. Puno, Universidad Nacional del Altiplano, 2013. Libro que reúne su poesía completa y fotografías de Dante Nava.